# Astragalus oligophyllus
Astragalus oligophyllus är en ärtväxtart som beskrevs av Pierre Edmond Boissier. Astragalus oligophyllus ingår i släktet vedlar, och familjen ärtväxter. Inga underarter finns listade i Catalogue of Life.